# Galium balearicum
Galium balearicumBriq.  es una planta herbácea anual de la familia Rubiaceae.

## Descripción
Es una pequeña hierba que vive entre las piedras de los canchales la Sierra de Tramuntana, España, se caracteriza por tener las hojas verticiladas, normalmente por número de cuatro, y que no tienen más de un centímetro de largo; toda la planta suele adquirir un color rojo. Las flores son de color rosa. Lo diferenciamos de las otras especies del género por la coloración de la planta y sobre todo de las flores. Florece en junio y julio. Es intolerante a las bajas temperaturas.

## Distribución y hábitat
Es nativa del Mediterráneo en las Islas Baleares donde crece en las zonas rocosas de las Sierra de Tramuntana y Levante.

## Taxonomía
Galium balearicum fue descrita por John Isaac Briquet y publicado en Annuaire Conserv. Jard. Bot. Genève 11-12: 191, en el año 1908.
Etimología
Galium: nombre genérico que deriva de la palabra griega gala que significa  "leche",  en alusión al hecho de que algunas especies fueron utilizadas para cuajar la leche.
balearicum: epíteto geográfico que alude a su localización en las Islas Baleares.
Sinonimia
- Galium rubrum subsp. balearicum (Briq.) (1973).[3][4]